# Alvarenga (Arouca)
Alvarenga é uma povoação portuguesa sede da Freguesia de Alvarenga do Município de Arouca, localizada na sub-região da Área Metropolitana do Porto, na região do Norte, freguesia com 38,77 km² de área e 1057 habitantes (censo de 2021), tendo, por isso, uma densidade populacional de 27,3 hab./km².

## História
Alvarenga foi vila e sede de concelho entre 1514 e 1836. Este era constituído pelas freguesias de Alvarenga, Canelas, Espiunca e Janarde.
É natural desta freguesia, Adriano Teles, fundador dos cafés "A Brasileira" e da Sociedade Filarmónica Santa Cruz de Alvarenga (1902), pai de Inocêncio Galvão Teles.

## Demografia
A população registada nos censos foi:
Nota: Em 1911, 1920 e 1930 tinha anexada a freguesia de Janarde, que foi desanexada pelo decreto-lei nº 27.424, de 31/12/1936 (Fonte: INE)
| Ano  | 0-14 Anos | 15-24 Anos | 25-64 Anos | > 65 Anos |
| 2001 | 217       | 194        | 588        | 369       |
| 2011 | 122       | 140        | 601        | 360       |
| 2021 | 104       | 75         | 491        | 387       |

## Património
- Pelourinho de Trancoso
- Carreira dos moinhos
- Ponte sobre o rio Paiva
- Igreja
- Capelas
- Quinta da Picota - futura Quinta-Museu da Raça Arouquesa[6]
- Casa da Chieira, da família Noronha de Alvarenga. Sendo desta família de Alvarenga um avoengo da Rainha Silvia da Suécia.

## Pontos de interesse
- Praia fluvial da Paradinha (Rio Paiva)
- Passadiços do Paiva
- Percurso Pedestre GR 28
- Ponte 516Arouca

## Turismo Rural
- Quinta da Vila
- Vila Guiomar

## Instituições alvarenguenses de relevância
- Sociedade Filarmónica Santa Cruz de Alvarenga[7];
- Rancho Folclórico da Casa do Povo de Santa Cruz de Alvarenga;
- Grupo Desportivo Santa Cruz de Alvarenga;

## Lugares da freguesia de Alvarenga (incompleto)
- Achã
- Aguieiras
- Albiqueisros
- Boavista (ou Cortes)
- Bouças
- Bustelo
- Cabanas Longas
- Caminho Novo
- Carreira dos Moinhos
- Carreiros
- Carvalhais
- Carvalhinho
- Casais
- Cefras
- Coelheiras
- Cortegaça
- Donim
- Eiró
- Espiunca
- Fonte Tinta
- Fonte de Vales
- Fraga
- Fraguinha
- Fundo da Vila
- Gandarela
- Gola
- Granja
- Guiamonde
- Lebrém
- Maninho
- Miudal
- Moledo
- Noninha
- Pade
- Paço
- Paradinha
- Pessegueiro
- Pirraça
- Quintela
- Ribeira
- Santo
- Santo António
- Sobral
- Trancoso
- Travessa
- Vale de Froias
- Várzeas
- Vau
- Vila
- Vila Galêga
- Vila Nova
- Vilar de Servos
- Vilares
- Vitego